# 塩尻市立片丘小学校
塩尻市立片丘小学校（しおじりしりつ かたおかしょうがっこう）は、長野県塩尻市にある公立小学校。

## 所在地
〒399-0711 長野県塩尻市片丘5366番地

## 沿革
- 1889年4月1日 - 東筑摩郡片丘村発足に伴い、片丘尋常小学校を設置く[1]。
- 1891年4月1日 - 郡立東筑摩高等小学校片丘分教場を併置[2]。
- 1892年4月1日 - 片丘北尋常高等小学校となり、片丘南尋常小学校が分立[3]。
- 1920年4月1日 - 片丘尋常高等小学校として統合し、南部、北部分教場を設置[4]。
- 1941年4月1日 - 国民学校令に基づき、片丘国民学校と改称。
- 1947年4月1日 - 学制改革により、片丘村立片丘小学校となる。
- 1959年4月1日 - 塩尻市立片丘小学校となる。

## 通学区域
塩尻市片丘の全域。